# François Gaillard ou la Vie des autres
Cet article possède un paronyme, voir La Vie des autres.
François Gaillard est une mini-série française en 8 histoires de 5 épisodes de 15 minutes chacun, créée par Henri Grangé et André Maheux, réalisé par Jacques Ertaud et diffusé du 28 décembre 1971 au 18 février 1972 sur la Première chaîne de l'ORTF.
Elle a été reformatée en 8 épisodes d'environ 65 minutes chacun lors de sa rediffusion sur Antenne 2 en 1975.
À travers les différentes histoires, plusieurs thèmes de société sont abordés tels que l'adoption, la liberté conditionnelle, l'erreur judiciaire, le divorce, le racisme et l'antisémitisme, la réinsertion sociale des anciens détenus etc.

## Synopsis
François Gaillard est un jeune avocat installé en région parisienne. Sa secrétaire (Suzanne) est présentée comme la perle rare, mais a tendance à essayer de raisonner François Gaillard dans la plupart de ses décisions. Chaque épisode relate le cas d'un individu et à chaque fois, François Gaillard aborde les problèmes sur le plan juridique et humain (voire social). 
Il est veuf -- on apprend que sa femme a été renversée dans un accident de la circulation. Il se rend régulièrement le week-end chez ses parents pour déjeuner. Il discute alors avec eux des cas de conscience auxquels il est confronté, sans toutefois rompre le secret professionnel. François Gaillard prend à cœur toutes les affaires qu'il traite (parfois même sans être l'avocat attitré des intéressés). 
À plusieurs reprises, François Gaillard fait une transposition de sa propre expérience. La vie sentimentale de l'avocat est également présente au second plan ; une romance avec une de ses consœurs (Annie) n'aboutit pas, François Gaillard ne se décidant pas. C'est finalement au dernier épisode, que François Gaillard tombe amoureux d'une de ses clientes (Madeleine). Tous deux partent bras dessus bras dessous dans la dernière scène du dernier épisode.

## Fiche technique
- Réalisation : Jacques Ertaud
- Scénario : Henri Grangé et André Maheux
- Direction de la photo : Pierre Mareschal
- Cadrage : Georges Orset
- Son : Frédéric Papet
- Décor : Gilles Vaster
- Montage : Hadassa Misrahi
- Mixage : Nguyen Daï Hong
- Musique : Even de Tissot
- Script : Ginette Boudet
- Assistant #1 : Yves Turquier
- Assistant #2 : Bernard Riquier
- Cascades : Rémy Julienne

## Distribution
- Pierre Santini : François Gaillard
- Claude Richard : Albert Gaillard
- Jeanne Hardeyn : Marie Gaillard
- Yvette Dolvia : Suzanne Clérey -- la secrétaire de François Gaillard
- Dominique Vilar : Annie Delanauze (6 episodes, 1971-1972)
- Jean Bolo : Le juge d'instruction (2 episodes, 1971-1972)
- Jacqueline Dulac : Chanson du générique

Ont notamment participé à un épisode (plus précisément une histoire) :
- Alfred Adam (épisode 1)
- Marion Loran (épisode 2)
- Maurice Barrier (épisode 2)
- Robert Le Beal (épisode 2)
- Louis Arbessier (épisode 2)
- Henri Poirier (épisode 3)
- Raoul Curet (épisode 4)
- Paul Le Person (épisode 4)
- Gérard Darrieu (épisode 5)
- Léonce Corne (épisode 5)
- Hélène Tossy (épisode 5)
- René Bériard (épisode 5)
- Dominique Paturel (épisode 6)
- Evelyne Dandry (épisode 6)
- Jean-Paul Tribout (épisode 6)
- Jacques Dynam (épisode 6)
- André Falcon (épisode 7)
- Marion Game (épisode 7)
- Francis Lax (épisode 7, non crédité)
- Michel Beaune (épisode 7, non crédité)
- Marc Chapiteau (épisode 7, non crédité)
- Juliet Berto (épisode 8)
- Darling Légitimus : Datifa (épisode Pierre)
- Gérard Géry[3] : Pierre Dorat (épisode Michel)

## Liste des épisodes
- René (28 décembre 1971)
- Michel (3 janvier 1972)
- Louis (10 janvier 1972)
- Pierre (17 janvier 1972)
- Julien (24 janvier 1972)
- Cécile et Nicolas (31 janvier 1972)
- Joseph (7 février 1972)
- Madeleine (14 février 1972)

## DVD
- Chez Koba Films (4 DVD, sorti en 2009)

## Bande originale
- 45t Even De Tissot/Jacqueline Dulac François Gaillard ou la vie des autres
  - Face A Générique
  - Face B Thème de François Gaillard ou la vie des autres

(Disque Magellan 23002)